# Enforcer
No wrestling profissional, enforcer quer dizer uma ou mais pessoas que acompanham um wrestler na suas partidas, atuando também como um guarda-costas. Este termo teve origem com Arn Anderson, o qual teve como nickname "The Enforcer".
Outra definição de enforcer pode ser utilizada quando uma pessoa (geralmente celebridade) atua como o "special guest referee", ou seja, o "juiz especial convidado". Como exemplo, temos Chuck Norris no Survivor Series 1994 e Mike Tyson na WrestleMania XIV.